# 강호문
강호문(姜皓文, 1950년 2월 12일 ~ )은 대한민국의 기업인이다.
1972년 서울대학교 전기공학과를 졸업하고 1975년 삼성전자에 입사해 삼성전기 사장, 삼성모바일디스플레이 사장, 삼성전자 부회장 등을 역임했다.
삼성전기 재직 당시 일본에서 전량 수입해오던 휴대전화 핵심 부품인 MLCC (MultiLayer Ceramic Capacitor)를 자체 개발했고, 2009년에는 삼성모바일디스플레이 대표이사를 역임하며 유기발광다이오드(OLED) 분야에서는 세계 최초로 슈퍼 아몰레드(Super AMOLED)의 대량 상용화에 성공했다. 2015년 서울대학교 공과대학의 '올해의 자랑스러운 공대 동문상' 수상자로 선정되었다.

## 학력
- 1968년 서울고등학교 졸업
- 1972년 서울대학교 전기공학과 졸업

## 경력
- 1990년 삼성전자 반도체 MICRO 수출담당 이사보
- 1992년 삼성전자 반도체 MICRO 수출담당 이사
- 1994년 삼성전자 MICRO 본부장 겸 마이크로사업부장 상무
- 1996년 삼성전자 MICRO 본부장, 사업부장, 통신팀장 전무
- 1996년 삼성전자 반도체총괄 MICRO 본부장
- 1997년 컴퓨터사업부장
- 1999년 삼성전자 네트웍사업부장 부사장
- 2002년 삼성전기 대표이사 사장
- 2009년 삼성모바일디스플레이 대표이사 사장
- 2010년 12월 ~ 2011년 12월 삼성전자 중국 본사 부회장
- 2012년 1월 ~ 2014년 12월 삼성전자 대외담당 부회장
- 2012년 2월 서울상공회의소 비상근부회장